# Chamoim
Chamoim is een plaats (freguesia) in de Portugese gemeente Terras de Bouro en telt 350 inwoners (2001).